# 魏乃文
魏乃文（1922年5月23日—2022年4月15日），广西桂平人，汉族。
1948年毕业于广西大学。曾任中国船舶重工集团公司第七一三研究所副总工程师，是潜地弹道式导弹水下发射装置的主要制造者，作为核潜艇导弹发射装置总设计师参与了巨浪-1型潜射弹道导弹及潜艇水下发射装置研制工作，也为兩彈一星做出了突出贡献。2022年4月15日，在郑州市去世，享年99岁。